# Heaven for Everyone
Heaven for everyone is een nummer geschreven door Roger Taylor. Als single werd het lied een hit voor de Britse rockband Queen.

## Opname door The Cross
Het nummer verscheen voor het eerst op het album Shove it van Roger Taylors band The Cross, met Freddie Mercury als zanger (de Amerikaanse versie bevatte de zang van Taylor). De single bevat een versie met zang van Taylor. De videoclip van de versie van The Cross toont Taylor zingend op een strand terwijl ouderen langs de groep lopen en op ladders naar de hemel klimmen.
Volgens geruchten schreef Taylor dit nummer in 1986 tijdens opnamen voor het album A Kind of Magic. Tijdens opnamen voor het album Shove it vroeg Taylor aan Mercury om de achtergrondvocalen voor zijn rekening te nemen, wat Mercury ook deed. Daarnaast werd een versie opgenomen waarin Mercury de leadvocalen zong. Het nummer zelf werd ook twee keer opgenomen. De door Taylor gezongen versie is 20 seconden langer dan die van Mercury.
De versie van Taylor bevat een gesproken refrein welke niet voorkomt in de versie van Mercury. De tekst is wel afgedrukt bij de liedteksten bij het album. Beide The Cross-versies eindigen met Taylor die zegt: "And that is the end of this section". Onduidelijk is wat hij hiermee bedoelt. Het kan het einde van de albumkant zijn, of het einde van het serieuze gedeelte van het album (waarbij dit nummer eigenlijk het enige serieuze nummer is).

### Tracklist single-uitgaven
20 maart 1988
- UK 7" single:

"Heaven for Everyone"
"Love On A Tightrope"
- UK 12" single:

"Heaven for Everyone"
"Love On A Tightrope/Contact"

## Opname door Queen
Na Freddie Mercury's dood, bij het voorbereiden van het postume album Made in Heaven, werd Heaven for everyone uitgekozen om als band opnieuw op te nemen. Queen nam de muziek voor het nummer opnieuw op en bracht het uit als eerste single. The tape met de opnamen van Mercury werd voorzien van nieuwe achtergrondzang en muziek. De gesproken introductie, refrein en het einde van de versie van The Cross ontbreekt bij de uitvoering van Queen. Hiervoor heeft Queen geen uitleg gegeven. Wel heeft Brian May aan deze versie een gitaarsolo toegevoegd.
De Queen-single werd uitgebracht op 23 en 30 oktober, in twee verschillende uitvoeringen met verschillende extra nummers. De singleversie was bijna 1 minuut korter dan de albumversie.
In 1998 bracht Queen het computerspel The eYe uit, met instrumentale uitvoeringen van hun nummers, ook afspeelbaar op normale cd-spelers. Een van deze nummers was de albumversie van Heaven for Everyone.
Ook kwam dit nummer voor op de heruitgave van Greatest Karaoke Hits in 2003.

### Tracklist single-uitgaven
23 oktober 1995
- CDQUEENS21:

"Heaven for Everyone (Singleversie)"
"It's a Beautiful Day (Singleversie)"
"Heaven for Everyone (Albumversie)"
- UK cassette TCQUEEN21:

"Heaven for Everyone (Singleversie)"
"It's a Beautiful Day (Singleversie)"
30 oktober 1995
- CDQUEEN 21:

"Heaven for Everyone (Singleversie)"
"Keep Yourself Alive"
"The Seven Seas of Rhye"
"Killer Queen"
- UK Promo CDDJHEAVEN21:

"Heaven for Everyone (Singleversie)"
- UK Promo CDDJUKE21:

"Heaven for Everyone (Singleversie)"
- UK Promo 12":

"Heaven for Everyone (Singleversie)"
- UK 7" QUEENLHDJ21:

"Heaven for Everyone (Singleversie)"
"Heaven for Everyone (Albumversie)"

### Hitnoteringen

#### Nederlandse Top 40
| Hitnotering: 04-11-1995 t/m 16-12-1995 | Hitnotering: 04-11-1995 t/m 16-12-1995 | Hitnotering: 04-11-1995 t/m 16-12-1995 | Hitnotering: 04-11-1995 t/m 16-12-1995 | Hitnotering: 04-11-1995 t/m 16-12-1995 | Hitnotering: 04-11-1995 t/m 16-12-1995 | Hitnotering: 04-11-1995 t/m 16-12-1995 | Hitnotering: 04-11-1995 t/m 16-12-1995 | Hitnotering: 04-11-1995 t/m 16-12-1995 |
| Week:                                  | 1                                      | 2                                      | 3                                      | 4                                      | 5                                      | 6                                      | 7                                      |                                        |
| -------------------------------------- | -------------------------------------- | -------------------------------------- | -------------------------------------- | -------------------------------------- | -------------------------------------- | -------------------------------------- | -------------------------------------- | -------------------------------------- |
| Positie:                               | 12                                     | 3                                      | 3                                      | 6                                      | 10                                     | 16                                     | 40                                     | uit                                    |

#### NederlandseSingle Top 100
| Hitnotering: 04-11-1995 t/m 16-12-1995 | Hitnotering: 04-11-1995 t/m 16-12-1995 | Hitnotering: 04-11-1995 t/m 16-12-1995 | Hitnotering: 04-11-1995 t/m 16-12-1995 | Hitnotering: 04-11-1995 t/m 16-12-1995 | Hitnotering: 04-11-1995 t/m 16-12-1995 | Hitnotering: 04-11-1995 t/m 16-12-1995 | Hitnotering: 04-11-1995 t/m 16-12-1995 | Hitnotering: 04-11-1995 t/m 16-12-1995 |
| Week:                                  | 1                                      | 2                                      | 3                                      | 4                                      | 5                                      | 6                                      | 7                                      |                                        |
| -------------------------------------- | -------------------------------------- | -------------------------------------- | -------------------------------------- | -------------------------------------- | -------------------------------------- | -------------------------------------- | -------------------------------------- | -------------------------------------- |
| Positie:                               | 20                                     | 3                                      | 2                                      | 3                                      | 3                                      | 11                                     | 31                                     | uit                                    |

#### VlaamseUltratop 50
| Hitnotering: 11-11-1995 t/m 27-01-1996 | Hitnotering: 11-11-1995 t/m 27-01-1996 | Hitnotering: 11-11-1995 t/m 27-01-1996 | Hitnotering: 11-11-1995 t/m 27-01-1996 | Hitnotering: 11-11-1995 t/m 27-01-1996 | Hitnotering: 11-11-1995 t/m 27-01-1996 | Hitnotering: 11-11-1995 t/m 27-01-1996 | Hitnotering: 11-11-1995 t/m 27-01-1996 | Hitnotering: 11-11-1995 t/m 27-01-1996 | Hitnotering: 11-11-1995 t/m 27-01-1996 | Hitnotering: 11-11-1995 t/m 27-01-1996 | Hitnotering: 11-11-1995 t/m 27-01-1996 | Hitnotering: 11-11-1995 t/m 27-01-1996 | Hitnotering: 11-11-1995 t/m 27-01-1996 |
| Week:                                  | 1                                      | 2                                      | 3                                      | 4                                      | 5                                      | 6                                      | 7                                      | 8                                      | 9                                      | 10                                     | 11                                     | 12                                     |                                        |
| -------------------------------------- | -------------------------------------- | -------------------------------------- | -------------------------------------- | -------------------------------------- | -------------------------------------- | -------------------------------------- | -------------------------------------- | -------------------------------------- | -------------------------------------- | -------------------------------------- | -------------------------------------- | -------------------------------------- | -------------------------------------- |
| Positie:                               | 22                                     | 11                                     | 12                                     | 9                                      | 8                                      | 8                                      | 9                                      | 13                                     | 15                                     | 17                                     | 24                                     | 34                                     | uit                                    |

#### VlaamseRadio 2 Top 30
| Hitnotering: 11-11-1995 t/m 20-01-1996 | Hitnotering: 11-11-1995 t/m 20-01-1996 | Hitnotering: 11-11-1995 t/m 20-01-1996 | Hitnotering: 11-11-1995 t/m 20-01-1996 | Hitnotering: 11-11-1995 t/m 20-01-1996 | Hitnotering: 11-11-1995 t/m 20-01-1996 | Hitnotering: 11-11-1995 t/m 20-01-1996 | Hitnotering: 11-11-1995 t/m 20-01-1996 | Hitnotering: 11-11-1995 t/m 20-01-1996 | Hitnotering: 11-11-1995 t/m 20-01-1996 | Hitnotering: 11-11-1995 t/m 20-01-1996 | Hitnotering: 11-11-1995 t/m 20-01-1996 | Hitnotering: 11-11-1995 t/m 20-01-1996 |
| Week:                                  | 1                                      | 2                                      | 3                                      | 4                                      | 5                                      | 6                                      | 7                                      | 8                                      | 9                                      | 10                                     | 11                                     |                                        |
| -------------------------------------- | -------------------------------------- | -------------------------------------- | -------------------------------------- | -------------------------------------- | -------------------------------------- | -------------------------------------- | -------------------------------------- | -------------------------------------- | -------------------------------------- | -------------------------------------- | -------------------------------------- | -------------------------------------- |
| Positie:                               | 22                                     | 11                                     | 12                                     | 9                                      | 8                                      | 8                                      | 9                                      | 13                                     | 15                                     | 17                                     | 24                                     | uit                                    |

#### NPO Radio 2 Top 2000
| Nummer met noteringen in de NPO Radio 2 Top 2000 | '07 | '08 | '09 | '10 | '11 | '12 | '13  | '14  | '15  | '16  | '17  | '18  | '19  | '20  | '21  | '22  | '23  |
| ------------------------------------------------ | --- | --- | --- | --- | --- | --- | ---- | ---- | ---- | ---- | ---- | ---- | ---- | ---- | ---- | ---- | ---- |
| Heaven for Everyone                              | 877 | -   | 993 | -   | 761 | 778 | 1082 | 1257 | 1231 | 1651 | 1869 | 1056 | 1120 | 1325 | 1535 | 1713 | 1836 |

1. ↑  Een '-' betekent dat het nummer niet was genoteerd en een vetgedrukt getal geeft de hoogste notering aan.
2. ↑  2007 was het eerste jaar met een notering voor dit nummer.
3. ↑  Deze tabel is bijgewerkt tot en met de laatste editie (2024).